# Атакішиєв Ага Салім Ібрагім огли
Ага Салім Ібрагім огли Атакішиєв (1903, місто Баку, тепер Азербайджан — 1970, місто Баку, тепер Азербайджан) — радянський діяч органів держбезпеки, міністр внутрішніх справ Азербайджанської РСР, генерал-майор. Депутат Верховної ради СРСР 2—3-го скликань.

## Біографія
Народився в родині боцмана портового буксира (з 1916 року батько працював продавцем фруктів). У 1916 році закінчив чотирикласне вище початкове училище в Баку.
З квітня 1918 до квітня 1920 року — учень прядильного майстра прядильно-ткацької фабрики Тагієва в Баку. У 1920 році закінчив чотири класи Бакинського реального училища.
З квітня 1920 по травень 1921 року — контролер виконавчого комітету Бакинської міської ради.
З травня 1921 по травень 1924 року — інспектор карного розшуку в Баку. У травні 1924 — грудні 1929 року — співробітник Азербайджанської надзвичайної комісії (ЧК) та ДПУ Азербайджанської РСР. Брав активну участь у ліквідації декількох банд, двічі впроваджувався в бандформування.
З грудня 1929 року до червня 1932 року — старший оперативний уповноважений, заступник та начальник районного відділу ДПУ в селі Башкичеті Грузинської РСР.
Член ВКП(б) з серпня 1931 року.
У червні 1932 — липні 1933 року — оперуповноважений секретно-політичного відділу ДПУ Грузинської РСР.
У липні 1933 — липні 1934 року — начальник відділення секретно-політичного відділу ДПУ Азербайджанської РСР. У липні 1934 — липні 1937 року — начальник 2-го відділення секретно-політичного відділу УДБ НКВС Азербайджанської РСР. 7 липня 1937 — 4 червня 1939 року — заступник начальника секретно-політичного відділу УДБ НКВС Азербайджанської РСР.
З 4 червня до 25 листопада 1939 року — тво. заступника начальника Управління робітничо-селянської міліції НКВС Азербайджанської РСР. 25 листопада 1939 — 14 березня 1940 року — заступник начальника Управління робітничо-селянської міліції НКВС Азербайджанської РСР. З 14 до 29 березня 1940 року — в резерві відділу кадрів НКВС Азербайджанської РСР.
29 березня 1940 — 22 березня 1941 року — начальник Кіровобадського міського відділу НКВС Азербайджанської РСР.
22 березня 1941 — 7 серпня 1941 року — начальник Управління робітничо-селянської міліції НКВС Азербайджанської РСР і 1-й заступник народного комісара внутрішніх справ Азербайджанської РСР. 7 серпня — 1 жовтня 1941 року — заступник народного комісара внутрішніх справ Азербайджанської РСР по міліції.
1 жовтня 1941 — 15 квітня 1942 року — в резерві відділу кадрів по 1-му управлінні НКВС СРСР. З січня 1942 року — резидент іноземного відділу НКВС СРСР в Ірані, під прикриттям консула. Займався питаннями Південного Азербайджану.
9 травня 1942 — 4 червня 1943 року — начальник особливого відділу НКВС Бакинської армії протиповітряної оборони.
4 червня 1943 — 6 червня 1950 року — заступник народного комісара (міністра) державної безпеки Азербайджанської РСР.
25 травня 1950 — 16 березня 1953 року — міністр внутрішніх справ Азербайджанської РСР.
23 березня 1953 — 1954 року — заступник міністра внутрішніх справ Азербайджанської РСР.
До 24 червня 1954 року перебував у розпорядженні МВС Азербайджанської РСР. Звільнений із МВС 24 червня 1954 року «за фактами дискредитації».
26 листопада 1955 року заарештований. 26 квітня 1956 року на процесі у справі Багірова засуджений виїзною сесією Військової колегії Верховного суду СРСР до позбавлення волі у виправно-трудових таборах терміном на двадцять п'ять років, за порушення соціалістичної законності.
У 1970 році звільнений за умовно-достроковим звільненням з табору в Комі АРСР, згідно з Указом Президії Верховної ради СРСР від 5 жовтня 1970 року про помилування. З табору повернувся невиліковно хворою людиною. Помер у 1970 році в Баку.

## Звання
- старший лейтенант державної безпеки (13.01.1936)
- капітан державної безпеки (25.03.1939)
- майор державної безпеки (27.05.1942)
- полковник державної безпеки (14.02.1943)
- комісар державної безпеки (24.05.1944)
- генерал-майор (9.07.1945 — 3.01.1955) — позбавлений звання генерал-майора постановою РМ СРСР № 9-4сс «як такий, що дискредитував себе за час роботи в органах держбезпеки і негідний у зв'язку з цим високого звання генерала».

## Нагороди
- орден Леніна (30.04.1946)
- два ордени Червоного Прапора (3.11.1944, 20.03.1952)
- два ордени Вітчизняної війни І ст. (22.04.1943, 24.08.1949)
- орден «Знак Пошани» (25.02.1946)
- орден Трудового Червоного Прапора Азербайджанської РСР
- медаль «За оборону Кавказу»
- медаль «За перемогу над Німеччиною у Великій Вітчизняній війні 1941—1945 рр.»
- дві медалі
- знак «Почесний працівник ВНК-ДПУ (XV)» (12.01.1936)
- знак «Заслужений працівник НКВС» (19.12.1942)